# Il pianeta vivente
Il pianeta vivente (The Living Planet: A Portrait of the Earth) è una serie di documentari naturalistici della BBC scritta e presentata da David Attenborough, trasmessa per la prima volta nel Regno Unito a partire dal 19 gennaio 1984 e andata in onda in Italia su Rai 1, all'interno del programma Il mondo di quark.
Seguito della pionieristica serie La vita sulla Terra, Il pianeta vivente analizza le modalità con cui gli organismi viventi, uomo compreso, si adattano al loro ambiente. Ciascuno dei dodici episodi (uno in meno della serie precedente) di 55 minuti ha per protagonista un ambiente diverso. La serie venne prodotta da Richard Brock e la musica venne composta da Elizabeth Parker del BBC Radiophonic Workshop.
A questa serie, parte del progetto Life di David Attenborough, farà seguito Le sfide della vita (1990). Tuttavia, prima di quest'ultimo, Attenborough scrisse e presentò due serie più brevi: Il primo paradiso (1987), sulle relazioni tra l'uomo e gli ambienti naturali del Mediterraneo, e I fossili: impronte del passato (1989), sui resti giunti fino a noi della vita preistorica.

## Produzione
I programmi risultarono ambiziosi da produrre quanto quelli della serie precedente, in quanto anche in questo caso i cameramen dovettero visitare una serie di location disseminate in diverse parti del globo.
Uno dei luoghi più difficili, in termini logistici, fu il Sudan, dove la troupe dovette essere trasportata per via aerea, in quanto non vi erano piste o strade. Zone come l'Himalaya, invece, non potevano essere raggiunte nemmeno con gli elicotteri, quindi la troupe dovette recarsi sul posto a piedi. In Sudamerica, a causa del numero insufficiente di imbarcazioni, un cameraman fu costretto a caricare il suo equipaggiamento su un gommone e spingerlo nuotandogli dietro.
Filmare altre scene richiese difficoltà di altro genere: il team di produzione dovette aspettare due anni prima che giungessero notizie da un vulcano in eruzione e dovette sospendere tutte le altre riprese nella speranza che fosse ancora attivo quando lo avessero raggiunto. Nell'Artico, il cameraman Hugh Miles dovette spingersi a 25 metri di distanza da un orso polare per poterne riprendere un primo piano.
Per l'episodio «Il cielo sopra di noi» i produttori della serie riuscirono ad usufruire dell'appoggio della NASA, che diede loro la possibilità di utilizzare il suo velivolo per le ricerche sulla gravità, noto affettuosamente come Cometa del Vomito.
Tuttavia, la sequenza più dispendiosa in termini di tempo - non per quanto riguarda la difficoltà nelle riprese, ma nella loro preparazione - è quella che mostra delle oche dal collo rosso in volo. Gli uccelli dovettero essere allevati a mano fin dalla schiusa in modo che potessero rispondere alla voce della loro «madre»; così facendo, fu possibile riprenderle mentre volavano da un'auto in movimento priva di tettino.
Grazie alle nuove tecniche di ripresa che si andavano evolvendo, fu possibile utilizzare una nuova muta da sub con una grande maschera frontale completamente ermetica, che consentiva ad Attenborough di parlare (ed essere visto farlo) sott'acqua.
In un'intervista riguardo alla realizzazione della serie, Attenborough ha molto sminuito il suo contributo:

## Episodi
(Introduzione alla serie di David Attenborough)

### 1. «Le fornaci della terra» (The Building of the Earth)
Trasmesso il 19 gennaio 1984, il primo episodio inizia nella valle più profonda del mondo: quella del fiume Kali Gandaki nell'Himalaya. Le sue temperature variano da quelle dei tropici nel fondovalle a quelle dei poli più in alto. Costituisce quindi un buon esempio per mostrare come le creature si adattano a vivere in determinati ambienti. Man mano che Attenborough si spinge più in alto, più il terreno diventa desolato e montuoso, e più adattati sono gli animali che vi vivono. Tuttavia, tali adattamenti sono relativamente recenti: queste montagne si sono sollevate dal fondo del mare circa 65 milioni di anni fa. Per mostrare la forza della natura responsabile di questo, Attenborough si spinge di fronte a un vulcano in eruzione in Islanda e maneggia un pezzo di basalto; il Selciato del gigante è un esempio di quel che può accadere nell'arco di un lungo periodo di tempo. I vulcani islandesi rappresentano l'estremità settentrionale di una fenditura, prevalentemente sottomarina, che corre lungo un lato del globo formando isole vulcaniche nei punti in cui si spinge sopra il livello del mare. È questa attività dal profondo della Terra, nota come tettonica delle placche, che ha separato l'Africa e il Sudamerica e ha creato l'oceano Atlantico. Le riprese dell'eruzione del Mount Saint Helens nel 1980 mostrano la distruzione che ha causato. Tuttavia, questa impallidisce in confronto alla devastazione causata dal Krakatoa nel 1883, che Attenborough riferisce in dettaglio. Quando tale pressione sotto la Terra si attenua, si formano sorgenti calde e grotte - che a loro volta consentono la sopravvivenza a determinate forme di vita.

### 2. «Il mondo della neve e dei ghiacci» (The Frozen World)
Trasmesso il 26 gennaio 1984, questo episodio descrive gli habitat inospitali dove dominano la neve e il ghiaccio. Il Monte Rainier in America è un esempio di posto simile: non c'è vegetazione, quindi non vi si trovano né erbivori, né, di conseguenza, carnivori. Tuttavia, sotto la superficie gelata, crescono le alghe e alcuni insetti, come le coccinelle, visitano i pendii. Le montagne dell'Africa sono permanentemente coperte di neve e sotto cime come il Kilimangiaro e il Monte Kenya si trovano comunità di piante e animali che resistono ad escursioni termiche giornaliere estreme: di notte corrono il rischio di congelamento, mentre di giorno devono fronteggiare la perdita di umidità. Le lobelie fanno fronte a questo problema producendo pectina o ricoprendosi con numerosissime foglie analoghe a un manto di pelliccia. Le Ande corrono lungo tutto il Sudamerica e sono circondate dall'Altiplano. Su queste pianure d'alta quota vi è una grande e variegata popolazione di animali. L'Antartide è più grande dell'intera Europa ed è per lo più priva di vita. Tuttavia, le sue coste e le sue acque sono fertili e ospitano otarie orsine, la loro fonte di cibo principale (il krill) e diverse specie di pinguini. Al contrario, a causa della sua connessione con regioni più temperate, l'Artide è stata colonizzata da una grande varietà di specie, tra cui volpi artiche, orsi polari, lemming e gufi delle nevi, nonché dai cacciatori più formidabili della regione, gli inuit. È anche una dimora temporanea per animali migratori come il caribù e l'oca delle nevi.

### 3. «Le grandi foreste del Nord» (The Northern Forests)
Trasmesso il 2 febbraio 1984, questo episodio prende in esame le foreste di conifere boreali. La puntata inizia nella Norvegia settentrionale, 500 chilometri a nord del circolo polare artico. Qui, la luce è appena sufficiente per permettere ai pini di sopravvivere, ma durante l'inverno il freddo è estremo. I pinoli presenti all'interno delle pigne forniscono uno dei pochi alimenti disponibili in questo periodo dell'anno e anche grandi erbivori come l'alce devono fare affidamento sulle loro riserve di grasso. Tuttavia, vi sono anche predatori, come linci, ghiottoni e gufi reali. La foresta di conifere si sviluppa in una cintura intorno al globo larga circa 1900 chilometri nel suo punto di maggiore estensione. In ogni continente, molti animali migratori arrivano qui in primavera, e ancora di più durante l'estate. Nelle annate in cui le arvicole sono particolarmente numerose, il numero dei loro predatori principali, i gufi, aumenta di conseguenza e questi animali si diffondono su un territorio più vasto. Più a sud, con l'aumentare delle temperature, i pini lasciano il posto ad alberi di latifoglie, quali la quercia e il faggio. Più che in qualsiasi altro periodo dell'anno, è d'estate che gli uccelli occupano in maggior numero le chiome degli alberi, nutrendosi di una miriade di insetti. All'inizio dell'inverno, molti animali di queste foreste vanno in letargo e, in America, Attenborough scopre la tana di un orso nero, che può dormire per sei mesi di fila. Infine, ancora più a sud, Attenborough rivela gli effetti degli incendi boschivi, che non sono così distruttivi come sembrano - le aree colpite si rigenerano in un paio di mesi, con più fiori di prima.

### 4. «I misteri della giungla» (Jungle)

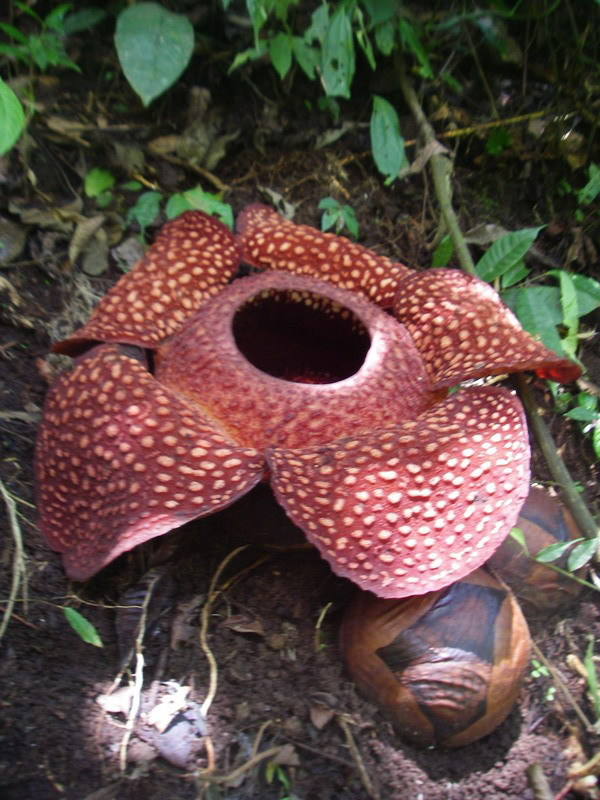
La Rafflesia di Sumatra, «l'organismo più spettacolare che cresce sul suolo di questa foresta».

Trasmesso il 16 febbraio 1984, questo episodio è dedicato alle giungle dei tropici. Attenborough sale su un kapok nella foresta pluviale sudamericana per osservare «uno degli ambienti più ricchi di vita che si possa incontrare sul nostro pianeta». Sono due le cause principali di questo rigoglio: calore e umidità. Poiché questo clima è costante, non ci sono stagioni, quindi gli alberi variano notevolmente nei loro cicli di fioritura. Tuttavia, ogni specie lo fa allo stesso tempo e, a causa della mancanza di vento, fa affidamento su uccelli e insetti per l'impollinazione. Le Bromeliacee accolgono numerosi visitatori, in gran parte a causa delle loro rosette di foglie simili a calici che trattengono l'acqua. Questa viene usata da alcuni per bere o, come nel caso del dendrobate, per depositare i girini. Attenborough mostra anche quelle specie che hanno perfezionato l'arte del camuffamento, come i fasmidi. La parte più densamente popolata della giungla è quella costituita dai suoi strati superiori. Negli strati medi c'è poca vita, a parte quelle specie che fanno il nido nelle cavità, come le are, o usano i tronchi e le liane per spostarsi. Il pavimento della giungla non è molto fertile, perché la pioggia lava via qualsiasi nutrimento dal suolo. Le radici degli alberi fanno quindi affidamento su una specie di compost formato da foglie in decomposizione - un processo che è notevolmente accelerato dall'umidità naturale. Dopo una tempesta tropicale, un vecchio albero di kapok si schianta a terra, lasciando un'apertura nella canopia soprastante. Ha quindi inizio il processo di rinnovamento, con gli alberelli che corrono a riempire lo spazio creatosi.

### 5. «Mari d'erba» (Seas of Grass)
Trasmesso il 23 febbraio 1984, questo episodio ha come protagoniste alcune delle piante più resistenti, più diffuse e più comuni al mondo; fanno parte di una grande famiglia comprendente circa 10.000 specie diverse, che crescono su un quarto delle terre coperte di vegetazione. Il loro polline viene trasportato dal vento, il loro fabbisogno d'acqua è di gran lunga inferiore a quello della maggior parte degli alberi e riescono a resistere a situazioni estreme: stiamo parlando delle Graminacee. Queste piante tenaci e persistenti continuano a crescere anche se vengono regolarmente recise dagli animali al pascolo. Sono in grado di resistere ad un simile maltrattamento perché il punto in cui le loro foglie crescono, oltre ad essere costantemente attivo, si trova alla base della pianta, vicinissimo al terreno. L'erba rappresenta quindi una fonte inesauribile di cibo per animali grandi e piccoli. In mezzo a questi grovigli di fili, oltre alle creature che si nutrono di erba, vivono anche i loro predatori: le lucertole divorano piccoli insetti e le mantidi mangiano le cavallette, i ragni attaccano qualsiasi insetto e gli scarabei stercorari eliminano tutti gli avanzi che trovano a terra. Le termiti sono insetti particolarmente industriosi, e nelle savane sono talmente numerose da arrivare a consumare più erba rispetto ad animali più grandi, come le antilopi, i ruminanti e i canguri. Nelle savane del Brasile troviamo la più alta densità di nidi costruiti da termiti - questi animali sono così nutrienti da essere gli unici componenti della dieta dei formichieri giganti. All'alba, nei campos brasiliani, molti uccelli che nidificano sul terreno sono vulnerabili all'attacco di specie come il tegu. A causa della scarsità di acqua gli alberi sono pochi e durante la stagione secca caimani e tartarughe si contendono lo spazio nelle pozze d'acqua. 3000 chilometri a nord, in Venezuela, il terreno argilloso consente agli llanos di trattenere l'acqua delle inondazioni e alcune creature, come il capibara, lo apprezzano. Ancora più a nord, nella prateria nordamericana, con temperature invernali che possono scendere a meno 46 °C, solo pochi animali riescono a sopravvivere; il bisonte è uno di questi. Le pianure africane ospitano una maggiore varietà e una maggiore concentrazione di animali erbivori rispetto a qualsiasi altra parte del mondo. Anche i predatori, di conseguenza, sono numerosi, compresi quelli umani: i merle tendono un'imboscata ai kob dalle orecchie bianche mentre attraversano un fiume. Dei milioni di animali che tentano l'attraversamento per diversi giorni, circa 5000 vengono uccisi.

### 6. «Deserti ardenti» (The Baking Deserts)
Trasmessa il 1º marzo 1984, questa puntata esplora il mondo dei deserti a partire dal più grande di tutti, il Sahara, dove sono state registrate le più alte temperature al suolo. Le pitture rupestri che raffigurano creature come giraffe e antilopi, comunque, suggeriscono che a un certo punto della sua storia qui c'era abbastanza vegetazione da consentire loro di sopravvivere. Ora, tutte queste forme di vita sono scomparse, ad eccezione dei cipressi, le cui radici riescono a trovare acqua a sufficienza nel sottosuolo. Poiché di notte le temperature diminuiscono, molte delle creature che vivono qui - tra le quali volpi fennec, gechi, gerboa e caracal - sono notturne. Uno scorpione viene filmato mentre combatte contro una vedova nera. Durante il giorno, il deserto appartiene ai rettili, che fanno affidamento sul sole per riscaldare i loro corpi. Il deserto di Sonora ospita l'eloderma sospetto, una delle poche specie velenose di lucertola. A metà pomeriggio fa così caldo che anche i rettili devono sfuggire ai raggi del sole. Tuttavia, alcuni uccelli hanno sviluppato metodi per mantenersi al fresco. Lo pterocle si rinfresca impregnando d'acqua le piume della gola, mentre il corridore della strada utilizza la coda come un parasole. Le piante che si adattano meglio a questo tipo di habitat sono i crespugli di creosoto e i cactus, di cui il saguaro è uno dei più grandi. I nomadi tuareg attraversano il Sahara da una parte all'altra - ma non potrebbero farlo da soli. Per spostarsi e trasportare le merci si affidano ai cammelli, così come questi si affidano agli uomini affinché scavino i pozzi per trovare l'acqua di cui necessitano. Ciononostante, il cammello è uno degli animali del deserto meglio adattati: può rimanere senz'acqua fino a dieci volte più a lungo di un essere umano.

### 7. «Il regno dei venti» (The Sky Above)

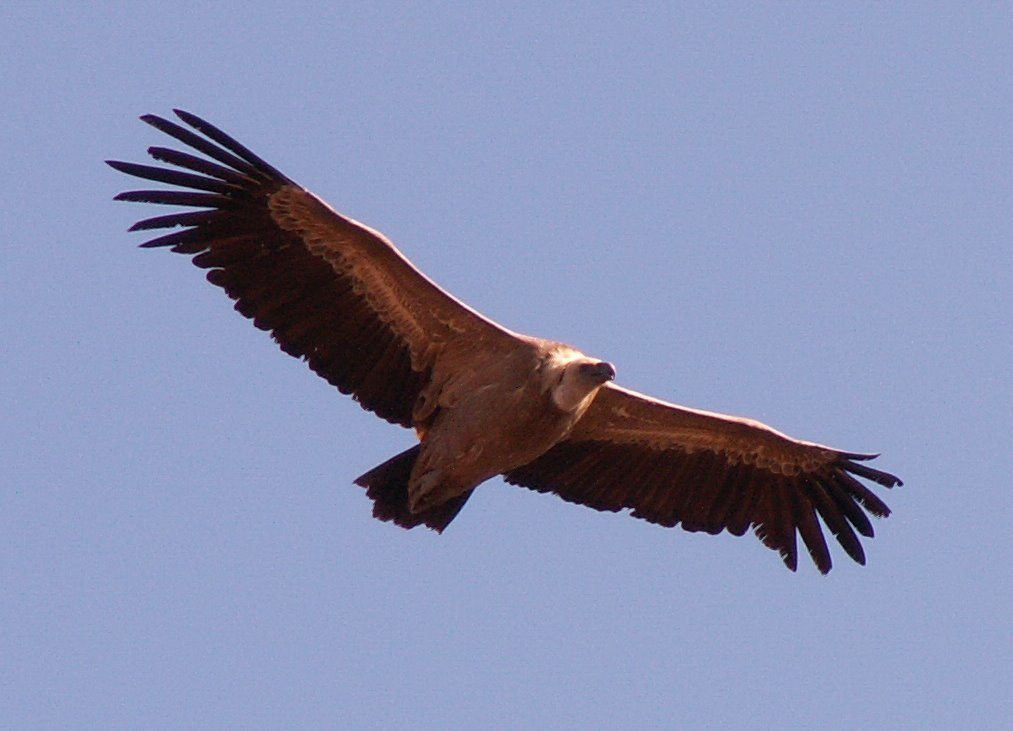
Un avvoltoio grifone in volo.

Trasmesso l'8 marzo 1984, questo episodio tratta dell'aria e di quelle creature che vi trascorrono la maggior parte della loro vita. Attenborough inizia la puntata a bordo del velivolo sulla ricerca gravitazionale della NASA per illustrare gli effetti dell'assenza di peso. Esistono sorprendentemente molte piante i cui semi sono, in effetti, più leggeri dell'aria. Il loro equivalente nel mondo animale è la tela filata da minuscoli ragni per spostarsi lasciandosi trasportare dal vento. Solo le piante e gli animali più piccoli possono sfidare la gravità, ma alcuni semi, come quelli del sicomoro, imbrogliano simulando il movimento delle pale di un elicottero. Molte creature sono planatori esperti, come la rana volante e alcune specie di lucertola. Tuttavia, quelle che vivono a livello del terreno devono fare ricorso al volo attivo, magari aiutandosi con un salto, come fa la cavalletta. Attenborough osserva gli albatri della Georgia del Sud che sfruttano le correnti d'aria che si formano sopra le scogliere per riuscire a planare per un giorno intero. Uccelli pesanti come gli avvoltoi aspettano che il terreno si riscaldi e si formino le correnti ascensionali prima di tentare un lungo volo. Vengono mostrate anche le tecniche di picchiata di specie come le sule o il falco pellegrino. Anche gli uccelli migratori vengono analizzati in dettaglio: molti di questi si riuniscono nei cieli sopra Panama ogni autunno. L'oca dal collo rosso migra interamente sorvolando la terraferma, e così può fermarsi per rifocillarsi ogni notte - a differenza di quelli che attraversano l'oceano aperto. Infine, Attenborough sale fino a 6500 metri nell'atmosfera a bordo di una mongolfiera. È qui che avvengono i fenomeni da cui dipende il clima sulla Terra e delle immagini satellitari mostrano la formazione di uragani e tornado.

### 8. «Fresche e dolci acque» (Sweet Fresh Water)
Trasmessa il 15 marzo 1984, questa puntata si concentra sugli habitat di acqua dolce. Solo il 3% delle acque presenti sul pianeta sono dolci, e Attenborough descrive il corso del Rio delle Amazzoni, visitando la cima delle Ande del Perù, da dove nascono i torrenti che danno vita al grande fiume. I giovani fiumi sono per natura impetuosi e pericolosi: scorrono veloci e formano rapide, trasportando fango e sedimenti. Accumulano sabbia e ghiaia lungo il percorso, erodendo tutto a eccezione delle rocce circostanti più dure. Il Fiume Giallo, in Cina, trasporta più sedimenti di qualsiasi altro fiume. Quando il fiume si è placato e ha superato l'ultima cascata, le sue acque diventano tranquille e ricche di sostanze nutritive provenienti dalle sue sponde. Comincia a formare laghi, che nei punti in cui l'acqua scorre in bacini creati da faglie geologiche possono essere immensi. Quando l'acqua raggiunge queste aree, perde il suo impeto e rilascia i suoi sedimenti, rendendo i laghi potenzialmente molto fertili. Il lago Bajkal, in Russia, è il più profondo: 1500 metri. Inoltre, l'80% dei suoi abitanti, come la foca del Bajkal, è endemico. Sono molte le creature che prosperano in un ambiente simile. I predatori rimangono in attesa sopra la superficie (martin pescatori), sotto di essa (tartarughe), su di essa (notonette) e ai suoi margini (ragni pescatori). Ai suoi stadi finali, gli affluenti di un fiume rischiano di rompere i suoi argini e provocare inondazioni. Tuttavia, alcune popolazioni approfittano di una situazione simile: gli arabi delle paludi dell'Iraq costruiscono i loro edifici su zattere di canne. Ciò consente a pesci, pellicani ed esseri umani di prosperare in una singola comunità.

### 9. «Ai confini dei continenti» (The Margins of the Land)
Trasmessa il 22 marzo 1984, questa puntata descrive in dettaglio gli ambienti costieri e il fenomeno delle maree, particolarmente pronunciato nella baia di Fundy, in Nordamerica. In alcuni luoghi, l'erosione sta provocando l'arretramento della costa, mentre in altri - come i tropici - l'espansione delle mangrovie la fa avanzare. I mitili lasciano serrate le loro valve durante la bassa marea per scoraggiare i predatori, ma la beccaccia di mare sa bene come trattarli. Altri uccelli trampolieri degli estuari, che hanno sviluppato una moltitudine di tecniche per raccogliere il cibo dalle distese di fango, sono pittime, chiurli, piovanelli pancianera, corrieri grossi e avocette. Mentre la salicornia cresce su molte distese di marea europee, ai tropici si sviluppano estese foreste di mangrovie. La più grande di queste si trova nei Sundarbans alla foce del Gange e si estende su una superficie di 10.000 chilometri quadrati. Dove le onde si infrangono su rocce e scogliere, il territorio che viene a trovarsi fra le due maree è concentrato in una banda molto stretta; tutte le creature adattatesi a vivere in questa fascia intermedia devono costantemente affrontare due diversi problemi: il cibo e il riparo. I mitili vengono predati dalle stelle marine e quindi devono assicurarsi di rimanere fuori dalla loro portata quando c'è l'alta marea. I cirripedi si trovano ancora più in alto e si nutrono di particelle microscopiche. Su una spiaggia della Costa Rica, Attenborough osserva le femmine di tartaruga bastarda che arrivano al ritmo di circa 5000 l'ora per deporre le loro uova. Alla fine, si imbatte nella tartaruga più grande del mondo, la gigantesca dermochelide coriacea, anch'essa giunta per la deposizione. Il naturalista afferma che, nonostante le sue dimensioni, poco sappiamo su di essa - se non che le sue uova vengono facilmente saccheggiate, motivo per il quale figura tra le specie in via di estinzione.

### 10. «Isole sperdute» (Worlds Apart)

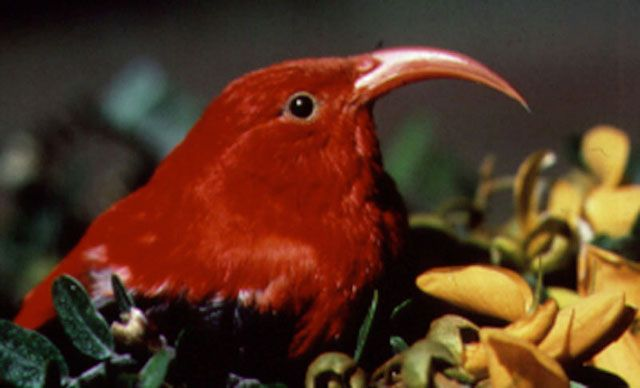
L'ʻIʻiwi è un uccello endemico delle Hawaii.

Trasmesso il 29 marzo 1984, questo episodio analizza le isole remote e i loro abitanti. Alcune isole sono cime di vulcani sommersi; altre sono atolli corallini. Gli animali che le colonizzano si trasformano in nuove specie in un tempo relativamente breve. Attenborough visita Aldabra, nell'oceano Indiano, a 400 chilometri dalla costa africana. Essa ospita una vasta popolazione di sterne fuligginose, che approfittano di un grado di protezione che è difficile trovare sulla terraferma. Anche la testuggine gigante vi ha proliferato, nonostante la natura inospitale del territorio. Molti uccelli insulari hanno perso la capacità di volare, come il rallo di Aldabra e l'estinto dodo di Mauritius. Vivere in condizioni di totale isolamento sembra consentire ad alcune specie di raggiungere dimensioni superiori a quelle dei loro cugini continentali, e Attenborough osserva da vicino un gruppo di draghi di Komodo che divorano una carcassa. Sulle isole vulcaniche delle Hawaii si è sviluppata una vegetazione lussureggiante, e pertanto hanno attirato una moltitudine di coloni: ad esempio, vivono qui almeno 800 specie di drosofila endemiche della zona. I polinesiani raggiunsero le Hawaii più di mille anni fa e le loro abilità marinare permisero loro di raggiungere molte isole del Pacifico, tra cui l'isola di Pasqua, dove scolpirono i moai, e la Nuova Zelanda, divenendo gli antenati dei maori. Attenborough illustra l'esempio del kakapo come specie cacciata fino quasi all'estinzione. È questo un destino comune a molti abitanti delle isole che non hanno sviluppato alcun mezzo di autodifesa, dal momento che i loro unici predatori sono quelli introdotti dall'uomo.

### 11. «Oceani» (The Open Ocean)
Questa puntata, andata in onda il 5 aprile 1984, ha come argomento l'ambiente marino. Attenborough si immerge sott'acqua per osservare le forme di vita dell'oceano e commentarle in prima persona. Afferma che le creature che vivono sul fondo del mare sono ancora più varie degli abitanti della terraferma. Gran parte della vita marina è microscopica: tali creature vanno a costituire il plancton marino. Alcuni animali sono filtratori, come la manta, lo squalo elefante e il pesce più grande di tutti, lo squalo balena. I pesci ossei, con le loro vesciche natatorie e le pinne manovrabili, dominano i mari, e il tonno è divenuto uno dei cacciatori marini più veloci, ma la superiorità di questo tipo di pesci non è rimasta incontestata: anche i mammiferi costituiscono una componente importante della vita oceanica. Vengono mostrate orche, delfini, narvali e megattere, nonché una moltitudine di beluga che, per ragioni sconosciute, si radunano ogni anno in una baia dell'Artico canadese. Gli habitat marini possono essere diversificati quanto quelli sulla terraferma. Attenborough sostiene che la barriera corallina, con la sua ricchezza di vita, è l'equivalente marino della giungla. Dove le acque della corrente del Golfo incontrano quelle dell'Artico, la corrente di risalita che ne deriva porta alla superficie sostanze nutrienti che alimentano alghe microscopiche, i pesci che si nutrono di esse e le altre creature che mangiano questi ultimi. Attenborough sottolinea che l'uomo, pescando incessantemente, è stato il principale responsabile del cambiamento degli ambienti oceanici, ma esso è stato anche il costruttore di un nuovo tipo di ambienti, gli ambienti antropizzati - i protagonisti dell'episodio finale.

### 12. «Nuovi Mondi» (New Worlds)
Trasmessa il 12 aprile 1984, la puntata finale esamina quegli ambienti che sono stati creati da e per gli esseri umani. L'uomo si è diffuso in tutti gli angoli del globo, non perché sia riuscito ad evolversi per adattarsi all'ambiente che lo circonda, ma perché ha sfruttato gli adattamenti messi in atto da altre specie animali. Pur esistendo da 500.000 anni, è stato solo 9000 anni fa che l'uomo ha iniziato a creare il proprio habitat, e a Beidha, in Giordania, Attenborough esamina i resti di uno dei primi villaggi. I suoi abitanti possedevano animali domestici, e la pratica dell'allevamento si diffuse in Europa, arrivando infine in Gran Bretagna. Gran parte del paesaggio del Regno Unito è stata modellata dall'uomo: ad esempio, le South Downs un tempo erano una foresta e le Norfolk Broads, una distesa di laghi poco profondi, di canneti e di corsi d'acqua sinuosi nell'Inghilterra orientale, non sono costituite da bacini naturali, ma da profonde depressioni scavate dall'uomo per estrarre la torba circa 600 anni fa e in seguito allagate. L'uomo ha anche plasmato il suo ambiente sbarazzandosi di alcune specie e introducendone altre. Grazie all'agricoltura ha cambiato il manto vegetale: i vasti campi di grano dell'America costituiscono oggi una monocoltura, dove non è consentita la presenza di altre specie. Lo stesso si può dire per le città, che sono state costruite interamente a beneficio dell'uomo. Sebbene gli esseri umani siano bravi a gestire specie indesiderate (come ratti e altre specie nocive), Attenborough sostiene che non sono riusciti a prendersi cura delle risorse naturali e sottolinea l'ignoranza umana nel ritenere che la Terra abbia una capacità infinita di assorbire i rifiuti. I laghi della Scandinavia, attualmente acidi e privi di vita, sono «dimostrazioni di negligenza e di disinteresse di cui ci dovremmo vergognare».
(Epilogo di David Attenborough)

## DVD e libro
Il pianeta vivente è stato pubblicato in quattro DVD per la regione 2 e 4 come cofanetto singolo (BBCDVD1234, rilasciati il 1º settembre 2003) e come parte dell'enciclopedia in DVD Life on Land. In Italia la serie venne pubblicata nella serie di VHS Alla scoperta del pianeta vivente (1995), che raccoglieva le serie di documentari fino ad allora prodotte da Attenborough.
Il libro che accompagnava la serie, The Living Planet: A Portrait of the Earth (ISBN 0-563-20207-6), venne pubblicato da BBC Books il 2 febbraio 1984; in Italia, con il titolo Il pianeta vivente: un ritratto della terra, venne pubblicato dalla De Agostini nel corso dello stesso anno.
Nel 1984 venne inoltre pubblicato un LP con la colonna sonora di Elizabeth Parker che accompagnava la serie, The Living Planet - Music from the BBC TV Series. Esso è stato recentemente ripubblicato il 12 agosto 2016 su CD dalla Silva Screen e il 26 agosto 2016 su un LP in edizione speciale color perla.